# El problema dels tribbles
"El problema dels tribbles" (títol original en anglès "The Trouble with Tribbles") és el quinzè episodi de la segona temporada de la sèrie de televisió de ciència-ficció estatunidenca Star Trek. Escrit per David Gerrold i dirigit per Joseph Pevney, es va emetre per primera vegada el 29 de desembre de 1967. En aquest episodi còmic, la nau estel·lar Enterprise visita una estació espacial que aviat es veu aclaparada per la reproducció ràpida de petites criatures peludes anomenades "tribbles".
S'afirma que el conte "Pigs Is Pigs" d'Ellis Parker Butler va inspirar l'episodi, però grans semblances amb seccions de la novel·la The Rolling Stones va portar els productors a buscar una renúncia a l'autor Robert A. Heinlein.
L'episodi original ha tingut diversos seguiments produïts. El primer, "More Tribbles, More Troubles", es va presentar originalment per a la tercera temporada del programa, però no es va acceptar; es va produir finalment per a Star Trek (sèrie animada). Per celebrar el 30è aniversari de Star Trek el 1996, l'episodi de Star Trek: Deep Space Nine "Trials and Tribble-ations" va utilitzar tècniques digitals per inserir els actors de Deep Space Nine en els esdeveniments de "El problema dels tribbles".

## Argument
L’ Enterprise és convocat a l'Estació Espai Profund K7 pel subsecretari Nilz Baris per vigilar un enviament de llavor quadritriticale. El capità James Kirk està molest per l'ús que fa en Baris d'una crida de socors d'alta prioritat per a un assumpte aparentment trivial, i compleix mínimament. La tripulació de l' Enterprise gaudeix de permís a terra a l'estació, igual que la tripulació d'una nau klíngon sota el comandament del Capità Koloth.
El comerciant interestel·lar Cyrano Jones arriba amb mercaderies a la venda, entre elles boles de pelussa roncant anomenades tribbles. Li dóna una a la tinent Uhura, que la porta a bord de l' Enterprise. Tant a l' Enterprise com a l'estació, els tribbles comencen a reproduir-se ràpidament. Fan sorolls calmants i són estimats per la tripulació de l' Enterprise, fins i tot per l'estoic Spock. Tanmateix, els tribbles salten i criden de fàstic quan estan al voltant dels klingons.
A l'estació, un klíngon borratxo insulta l' Enterprise, la seva tripulació i el seu capità. La baralla resultant entre humans i klíngons obliga a Kirk a cancel·lar el permís de terra. Baris està aterrit de la possible interferència klíngon amb el projecte de gra i sospita que Jones és un agent klíngon.
El doctor Leonard McCoy i Spock estan preocupats perquè el nombre creixent de tribbles amenaça de consumir tot el menjar a bord de l' Enterprise. Kirk s'adona que els tribbles a l'estació podrien ser una amenaça per a l'enviament de gra. És massa tard, però; quan obre un compartiment d'emmagatzematge superior, és enterrat fins al pit en tribbles plens de gra. Spock i McCoy descobreixen que molts dels tribbles de la bodega estan morts o morint, cosa que suggereix que el gra ha estat enverinat.
Enfurismat, Baris es compromet a veure Kirk castigat pel fiasco, mentre que Koloth igualment indignat demana disculpes a Kirk pel que considera un tracte irrespectuós a la seva tripulació. Els seus arguments s'interrompen, però, quan l'assistent de Baris Arne Darvin entra a l'habitació i els tribbles reaccionen com si estiguessin en presència d'un klíngon. McCoy revela que Darvin és un klíngon disfressat d'humà; Darvin confessa haver enverinat el gra.
A Jones se li encarrega que retiri els tribbles de l'estació (una tasca que Spock calcula que trigarà 17,9 anys), o pot enfrontar-se a càrrecs per transportar formes de vida perilloses. Just abans de la marxa dels klíngons, tots els tribbles a bord de l' Enterprise són transportats al vaixell klíngon per l'enginyer en cap Scott, on, segons les seves paraules, "No hi seran cap tribble".

## Doblatge al català
L’episodi va ser doblat al català pels estudis Tecni-3 (primera part) i Diálogo (segona part) i emés a TV3 l’any 1989.
| Personatge                | Actor/actriu     | Veu en català                      |
| ------------------------- | ---------------- | ---------------------------------- |
| James T. Kirk             | William Shatner  | Jordi Boixaderas                   |
| Spock                     | Leonard Nimoy    | Isidre Sola i Llop                 |
| Leonard McCoy             | DeForest Kelley  | Eduard Lluís Muntada               |
| Montgomery Scott 'Scotty' | James Doohan     | Joan Carles Gustems Domènec Farell |
| Nyota Uhura               | Nichelle Nichols | Glòria Roig Azucena Díaz           |
| Hikaru Sulu               | George Takei     | Jaume Nadal Enric Cusí             |
| Pavel Chekov              | Walter Koenig    | Quim Roca Pep Madern               |
| Nilz Baris                | William Schalert | Pep Torrents                       |
| Koloth                    | William Campbell | Eduard Elias                       |
| Cyrano Jones              | Stanley Adams    | Jordi Estadella                    |
| Lurry                     | Whit Bissell     | Alfred Lucchetti                   |
| Korax                     | Michael Pataki   | Enric Arredondo                    |
| Arne Davin                | Charlie Brill    | Jordi Ribes                        |
| Tinent Leslie             | Eddie Paskey     | Enric Isasi-Isasmendi              |

## Producció

### Escriptura

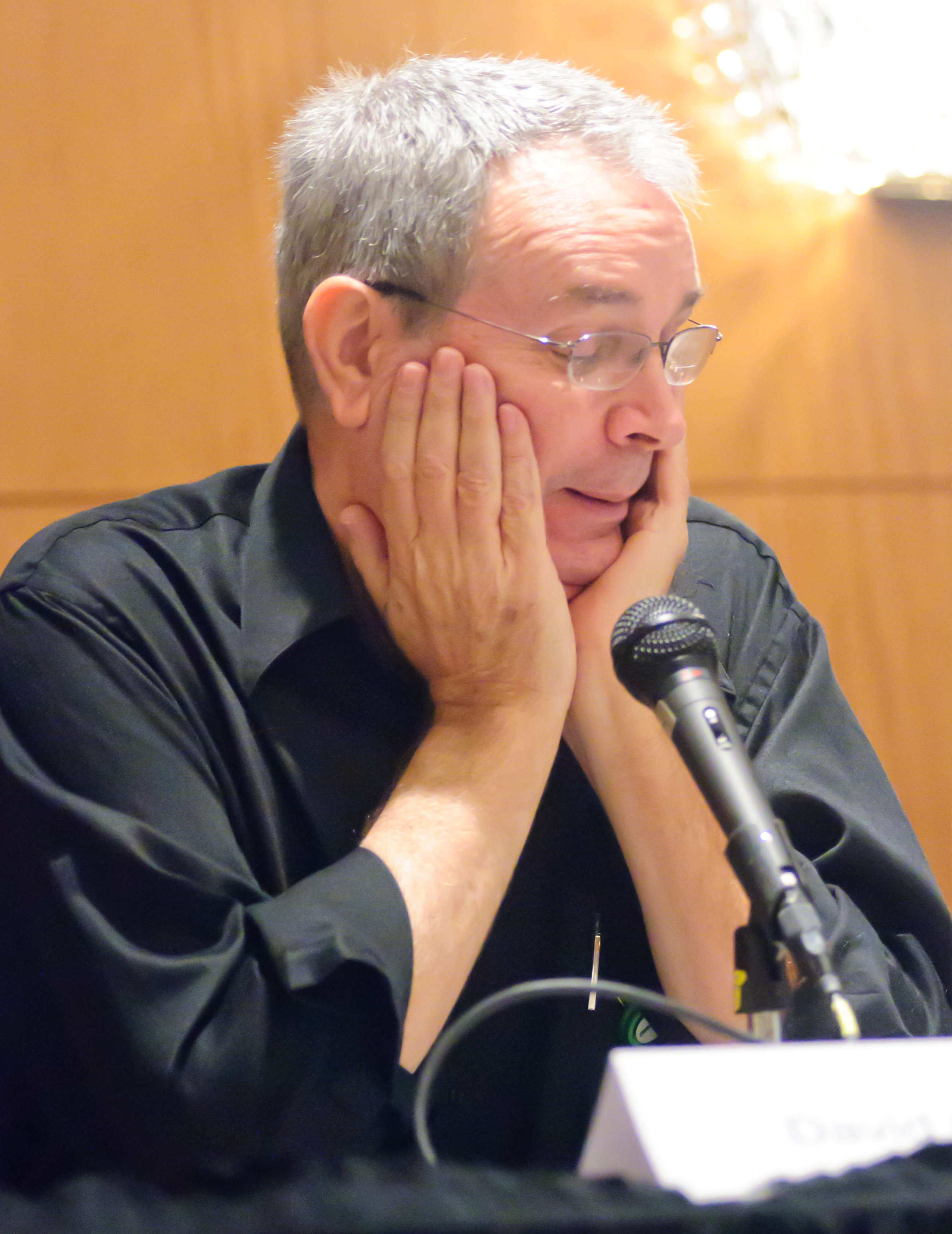
"El problema dels tribbles" va ser la primera venda de l'escriptor David Gerrold (fotografiat el 2010).

L'episodi va ser el primer treball professional de l'escriptor David Gerrold, i va passar per diversos esborranys abans que arribés a la pantalla. Com que la seva màquina d'escriure utilitzava un tipus de lletra de mida més petita i menys comuna, calia una versió aprovada del guió redïdaen vint pàgines abans de rodar.
Gerrold havia estat un fan de la ciència-ficció des que era un nen. Quan Star Trek es va emetre per primera vegada, li preocupava que es convertís en alguna cosa semblant a Lost in Space, que ha descrit com "una hora a tot color" d'escombraries que arriben a milions de cases". El seu primer esquema de la història va ser enviat a Star Trek després que el seu agent li va suggerir que esperava fins que els programes es comencessin a emetre sota la teoria que el programa podria deixar un episodi existent a favor d'un guió millor. La història es titulava "Tomorrow Was Yesterday" (no s'ha de confondre amb l'episodi de Star Trek "Demà és avui") i es referia a l’ Enterprise que es trobava amb una nau generacional que s'havia degenerat en un sistema de classes de dos nivells. El seu agent va rebre una carta de rebuig del productor Gene L. Coon amb data 3 d'octubre de 1966. La carta deia que el "L'esquema no era de cap manera inadequat. De fet, és molt adequat." Va continuar dient que requeriria un pressupost més gran que el disponible per a la televisió, però hauria fet un bon tractament cinematogràfic. Coon es va oferir a reunir-se amb Gerrold i explicar-li què estaven buscant, perquè en aquell moment no estaven comprant scripts.
Coon va suggerir que Gerrold hauria d'esperar fins al febrer següent per veure si el programa es renovava per a una segona temporada. També van discutir diverses idees d'històries, incloses algunes petites criatures peludes que es reproduïen massa ràpidament. Coon va pensar que era una idea maca, però seria massa cara ja que haurien de construir cada criatura. En preparació per a la presentació de la segona temporada, al gener, Gerrold havia reunit cinc premisses per presentar. Tenia les seves millors esperances en dos tractaments anomenats "Bandi" i "The Protracted Man", però va decidir presentar la seva cinquena història malgrat que Coon havia rebutjat la idea. Es va anomenar "The Fuzzies". La idea es va basar en la introducció de conills a Austràlia el 1859, la població dels quals va créixer extraordinàriament a causa de la manca de depredadors.
La premissa inicial situava la història en una estació espacial per evitar el dany ecològic que tindrien les criatures en un planeta. No obstant això, l'agent de Gerrold estava preocupat perquè  la construcció d'una miniatura de l'estació així com els conjunts addicionals faria que fos massa car per a un sol episodi. A causa dels comentaris del seu agent, Gerrold va modificar el to per situar l'acció en un planeta colònia. Aquest llançament incloïa els punts de la trama com ara les criatures entrant en un magatzem de gra enverinat, però va ometre els klíngons; i Cyrano Jones es deia Cyrano Smith. Els cinc llançaments van ser presentats per l'agent de Gerrold el febrer de 1967 i van rebre una resposta al juny. En aquell moment el programa ja havia comprat massa guions per a la segona temporada, però l'editor de la història D. C. Fontana va suggerir que haurien de comprar la història i assignar-la a un escriptor, ja que era millor que algunes de les altres històries que ja tenien.
En el moment en què Coon es va posar en contacte, Gerrold acabava de treballar a CBS com a mecanògraf treballant en guions com el pilot de Hawaii Five-O. Tan bon punt va rebre la resposta, va deixar la feina. Gerrold i Coon es van tornar a trobar,i va revelar que la cadena havia fet recentment una sol·licitud per a més episodis basats en altres planetes. Coon va dir a Gerrold que hi treballés més. Aquesta versió de la història va afegir els klíngons, i va traslladar l'acció del costat del planeta a una estació espacial. Durant una visita al plató, Gerrold va tenir l'oportunitat de parlar amb Leonard Nimoy i demanar-li consell sobre com escriure per a Spock i se li va permetre veure els diaris de cada rodatge de l'episodi "La màquina del judici final" que s'estava filmant en aquell moment. Aquesta versió de la història es titulava "A Fuzzy Thing Happened to Me...", que va ser comprat per Coon com a esquema argumental. Va oferir a Gerrold l'oportunitat d'escriure el guió ell mateix, prometent no lliurar-lo a un altre escriptor durant un mes. Tanmateix, Coon ho va deixar clar. que no oferia a Gerrold una tasca de guió, sinó que li donava l'opció d'enviar un esborrany.
Gerrold va donar la volta al primer esborrany del guió en dos dies i mig. Tant Coon com el productor associat Robert Justman van donar comentaris sobre el guió, i van assenyalar algunes llacunes, com ara que calia haver-hi algun camí en la trama perquè la tripulació descobrís que Darvin era un agent klíngon. L'esborrany següent va fer que Cyrano Jones descobrís que Darvin era un agent, cosa que Coon pensava que no era prou "perfecte". Aleshores es va tornar a escriure perquè els peluts fossin al·lèrgics als klíngons. Tant Gerrold com Coon van pensar que la idea era "tritulada... merda... tonta" i "s'havia fet abans". però Coon va estar d'acord que era en la direcció que havia d'anar la història. =gerrold159/> La reescriptura de l'script va trigar una setmana més.

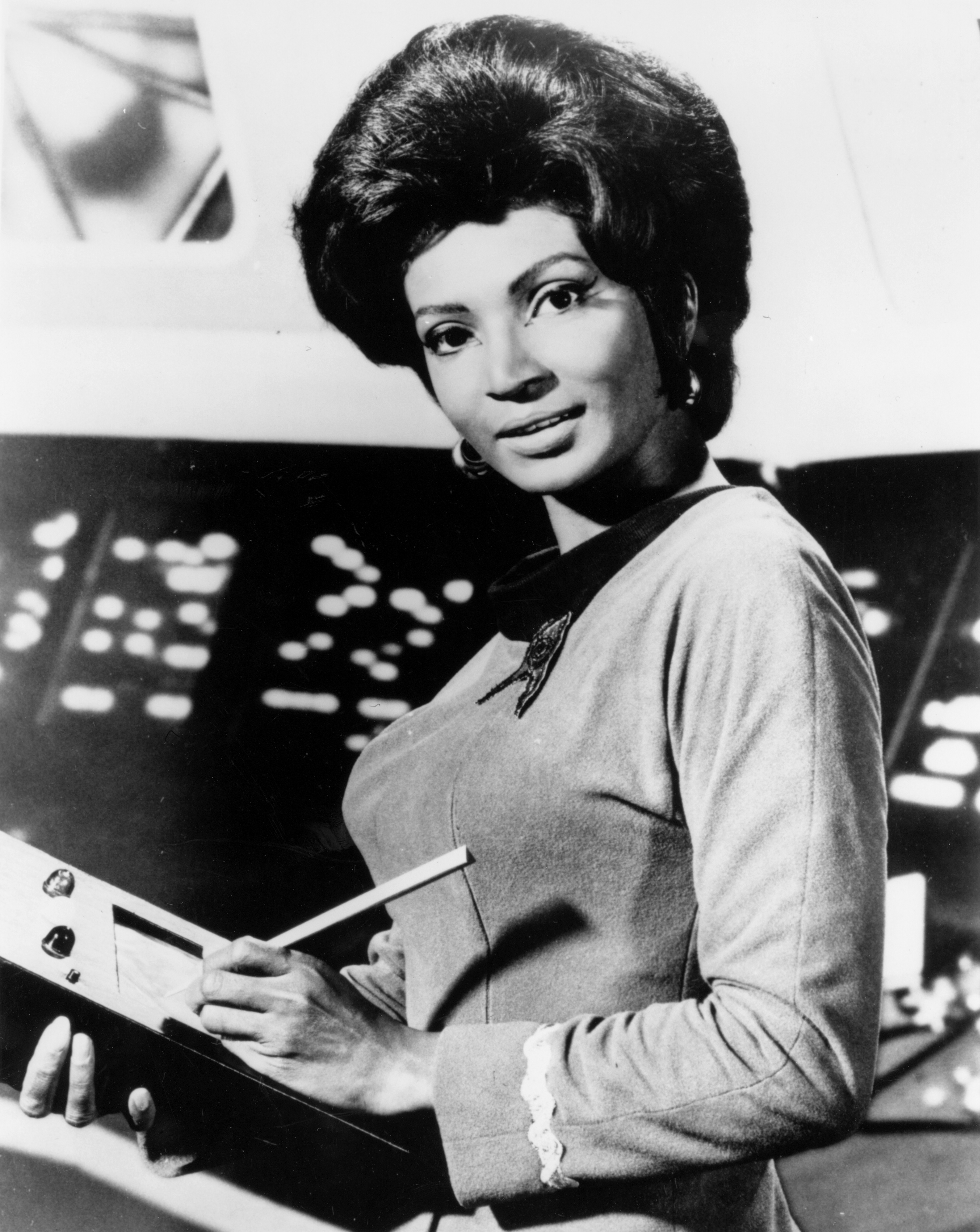
Nichelle Nichols va dir que mai havia vist que un guió canviés tant, però que es mantingui igual.

En una altra visita al plató, Gerrold va ser cridat a l'oficina de Coon. Se li va informar que havia de canviar el nom dels peluts, ja que el departament legal estava preocupat per les similituds en el nom amb la novel·la de H. Beam Piper de 1962 Little Fuzzy. Posteriorment, va proposar una varietat de noms alternatius. Mitjançant un procés d'eliminació, va acabar amb el nom de "tribble". El guió enviat per Gerrold estava dins del recompte de pàgines estàndard d'un episodi, però, quan el departament de mimeo de producció el va tornar a escriure per a la seva distribució, va passar de 60 a 80 pàgines perquè Gerrold havia utilitzat una màquina d'escriure amb 12 caràcters per polzada en comptes de l'estàndard de 10 caràcters per polzada de la indústria de la televisió i el cinema. Això significava que s'havien de tallar unes vint pàgines de l'script.
Les escenes que es van tallar del guió incloïen l' Enterprise perseguint Jones en la seva nau, i va donar lloc a l'escena en què Kirk té tribbles caient sobre ell mentre es trobava a l'armari de gra. Gerrold va considerar que aquest procés d'edició forçat "va endurir la història i va fer una millor sèrie de gags". Nichelle Nichols va dir a Gerrold: "Mai he vist un guió passar tants canvis, i seguir igual".
La participació de Coon en termes de suggeriments i edicions va ser tal que Gerrold va pensar que li hauria d'haver donat un crèdit de coescriptura.
Als productors els va agradar tant el guió resultant que més tard a Gerrold se li va encarregar de reescriure el guió de "Mudd, primer".
Durant el desenvolupament del guió, l'empresa Kellam de Forest Research va advertir que els tribbles i els esdeveniments que els involucraven s'assemblaven molt als gats plans marcians de la novel·la de Robert A. Heinlein de 1952. The Rolling Stones, i va suggerir que s'haurien de comprar els drets de la novel·la. Gerrold es va preocupar d'haver plagiat sense voler la novel·la que havia llegit quinze anys abans. Coon va trucar a Heinlein, qui, segons Gerrold, només va demanar una còpia signada del guió i més tard va enviar una nota a Gerrold després de l'emissió del programa per agrair-li el guió.
Els propis records de Heinlein estaven en desacord amb aquest relat. A la seva biografia autoritzada, Heinlein va dir que va ser cridat per Gene Coon que li va explicar una "història de sanglots" sobre el tema i li va demanar que renunciés a la reclamació de la "semblança" amb els seus gats plans. Heinlein afirma que va estar d'acord perquè acabava de passar per una costosa demanda de plagi contra Roger Corman i no volia involucrar-se en un altre "joc de ximples". Va tenir recels en veure el guió real, però el va deixar anar, una acció de la qual més tard es va lamentar: "Si simplement s'hagués abandonat aquest tema després que es va rodar un episodi, l'hauria apuntat irònicament per experimentar-ho. Però el "bon noi" no hi va caure; els 'tribbles' (és a dir, els meus 'gats plans') s'han explotat sense parar... Bé, això és una cosa que he après. Avui, si J. Christ em truqués per una qüestió de negocis, simplement li diria: "Vegeu el meu agent".
L'antecedent real del quadrotriticale fictici, la llavor triticale, era una invenció força nova en el moment de l'episodi.

### Rodatge

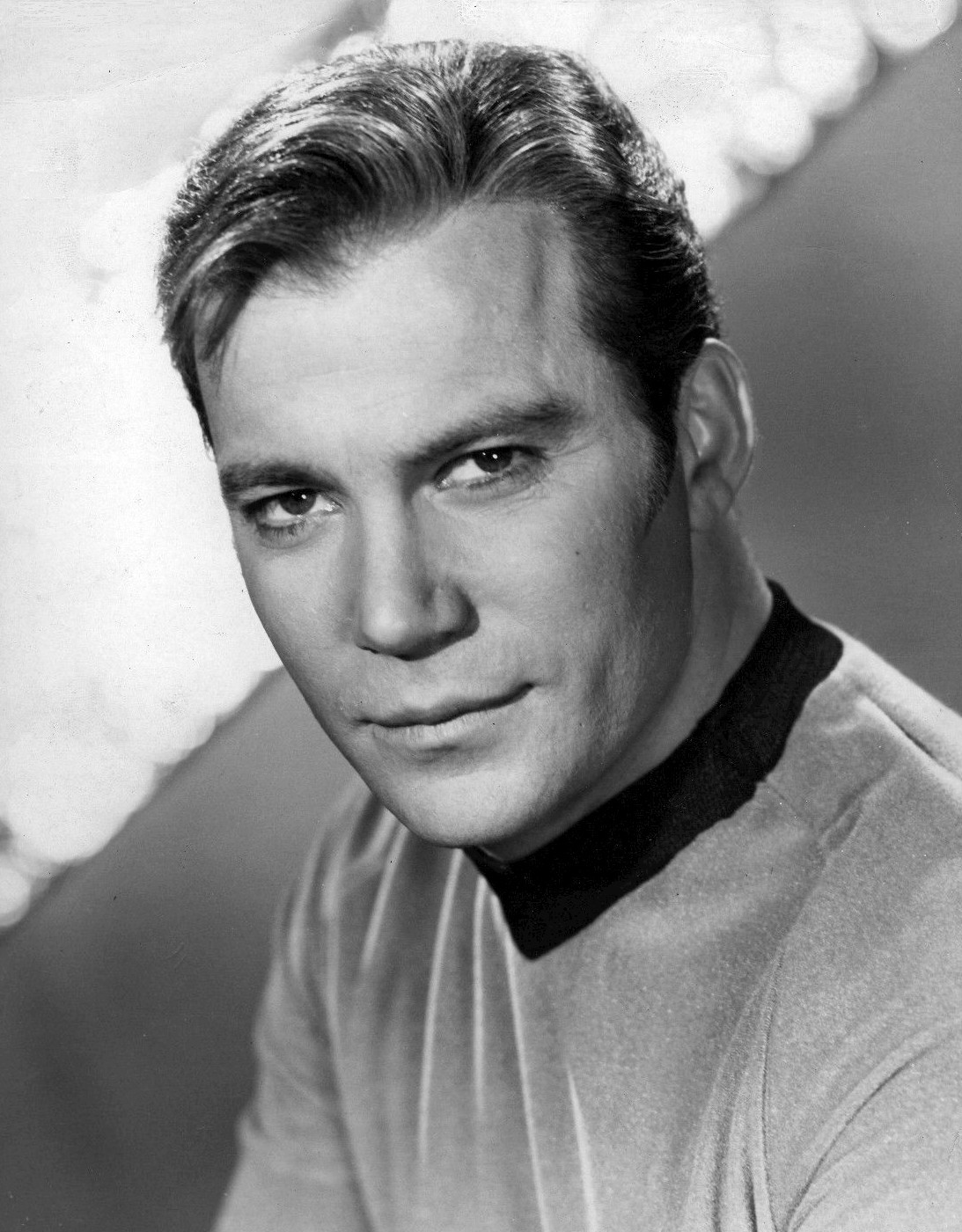
Durant el transcurs del rodatge, William Shatner es va cobrir de cinc-cents tribbles en vuit ocasions.

Immediatament es va descartar l'ús d'animals vius per representar els tribbles. Segons el relat de Gerrold, com que encara no es va descobrir la seva similitud amb els gats plans d'Heinlein, la inspiració per a la forma del tribble va venir d'un clauer esponjós propietat de Holly Sherman. El planeta pota el nom de Sherman en aquest episodi. El disseny prové de Wah Chang, però van ser cosits individualment per Jacqueline Cumeré. Li van pagar 350 dòlars per cosir cinc-cents tribbles de pell sintètica i farcir-los amb goma espuma. Es van fer sis tribbles ambulatoris utilitzant els mecanismes de passejar gossos de joguina, que eren bastant sorollosos i requerien que el diàleg s'hagués de fer en bucle durant l'edició. Altres tribbles van ser creats per Jim Rugg a partir de beanbags per quan calia seure sobre una persona o objecte, i els tribbles de respiració eren buits amb globus quirúrgics inserits. Alguns d'aquests tribbles es van mostrar més tard al Smithsonian National Air and Space Museum a Washington D.C. el 1992. La venda a la casa de subhastes Christie's l'any 2006 va incloure tribbles d'aquest episodi com a part d'una venda més gran de Star Trek. A causa de la tecnologia de pell sintètica de la dècada de 1960, a partir del 2010 existeixen relativament pocs tribbles originals perquè la pell es va caure amb el pas del temps i es van quedar calbs. Un tribble original es va vendre a una subhasta l'any 2003 per 1.000 dòlars.
El rodatge va començar durant la segona setmana d'agost de 1967. Es van construir tres conjunts temporals i una part de passadís per a un ús específic en aquest episodi, que incloïa el gran conjunt de llocs comercials. Les cadires d'aquest conjunt eren un problema, ja que els escenògrafs volien 24 cadires iguals i van decidir que les plegables no ho farien. John M. Dwyer les va obtenir d'una empresa local, però els números requerits significaven que havien de ser retirades de les sales d'exposicions de tot el comtat. Quan es tractava de l'escena de la baralla de l'episodi, Dwyer va advertir al director Joseph Pevney que no danyés les cadires. Aquella escena va ser filmada dues vegades després que un càmera amb una càmera de mà vagués pel plató. L'escena on Kirk està cobert de tribbles al recipient de gra va haver de ser filmada vuit vegades, utilitzant tots els cinc-cents tribbles cosits. Gerrold havia esperat que aquella escena es tallés en algun moment durant la producció, ja que pensava que William Shatner no hi estaria d'acord. Va dir que Shatner era un "professional consumat i crec que estava ansiós per mostrar les seves habilitats còmiques". L'escena es va descriure més tard com "la consolidació de 'El problema dels tribbles' en el lèxic de la cultura pop".
Pevney es va mostrar satisfet amb el resultat del rodatge i va qualificar l'episodi d' "un espectacle deliciós des del principi fins al final. A més de dirigir, Pevney també va obtenir algunes de les parts per crear els tribbles i va ser directament responsable del càsting d'Stanley Adams. Ha insistit que l'episodi es fes ja que va recordar que hi havia certa resistència en aquell moment contra fer un episodi d'estil comèdia. Aquests tipus d'episodis eren inusuals per a la sèrie, ja que només "El problema dels tribbles" i "Un tros del pastís" es consideraven episodis còmics de la segona temporada. Pevney va ser un dels dos directors de la Sèrie original més prolífics al costat de Marc Daniels, i va dirigir catorze episodis del programa. El repartiment va respondre favorablement al guió. Nichelle Nichols estava especialment satisfeta perquè va permetre que Uhura fos una dona i la va treure del pont. Va ser un dels seus papers més importants en qualsevol episodi de la sèrie.
El disseny d'efectes especials de l'estació espacial K-7 de l'episodi es va basar en el disseny real de 1959 de Douglas Aircraft Corporation per a l'estació espacial.

### Càsting
William Campbell havia aparegut anteriorment a l'episodi de la primera temporada "El senyor de Gothos" com a Trelane. A "El problema dels tribbles", va interpretar el capità klíngon Koloth. En diversos moments, el creador de Star Trek, Gene Roddenberry, va afirmar que la seva intenció era recuperar Koloth durant la tercera temporada de la Sèrie Original, com a adversari recurrent klíngon de Kirk. Alguns documents de producció interna contradiuen aquesta història. Tot i que Koloth va tornar a Star Trek (sèrie animada), Campbell no va donar veu al paper. Va tornar al paper el 1994 per un episodi de Star Trek: Deep Space Nine, titulat "Blood Oath".
En el moment del càsting, William Schallert acabava d'acabar de filmar pel sitcom de l'ABC The Patty Duke Show. Es va descriure a si mateix no com a fan, i no havia llegit res de ciència-ficció des de 1948. Va pensar que el paper de Nilz Baris era només un altre paper de convidat, i considerava que Baris era només "un buròcrata bastant atapeït, no el personatge més atractiu". No recordava el nom del personatge, només el va aprendre quan va assistir per primera vegada a una convenció de Star Trek en un hotel prop de l'aeroport de Los Angeles, com el van nomenar els fans quan va entrar al vestíbul. Més tard va ser seleccionat per interpretar el paper del músic bajorà Varani a l'episodi de DS9 "Sanctuary".
Whit Bissell, que va interpretar el director de l'estació, Lurry, era més conegut en aquell moment en el paper principal com a tinent general Heywood Kirk a la sèrie de televisió de ciència-ficció de l'ABC The Time Tunnel. Michael Pataki, que va interpretar el klíngon Korax, va passar a interpretar Karnas a l’episodi "Una època massa curta" de la primera temporada de Star Trek: La nova generació. Charlie Brill va interpretar l'agent klíngon Arne Darvin. Brill havia estat anteriorment un artista de comèdia amb la seva dona Mitzi McCall, i havia aparegut a The Ed Sullivan Show quan The Beatles van fer la seva primera aparició.

## Recepció
Tot i que la reacció inicial dels fans a l'episodi va ser mixta, va ser més popular entre el públic en general. La resposta de la crítica a l'episodi va ser positiva, i va ser nominat per al Premi Hugo a la millor presentació dramàtica que, en canvi, va ser a l'episodi de Star Trek "La ciutat a la frontera del futur". Des d'aleshores s'ha inclòs en diverses llistes i característiques d'episodis "el millor de", inclòs com a part de la col·lecció Best of DVD juntament amb altres tres episodis. També s'ha llançat com a part de la caixa de DVD de la segona temporada.

### Emissió
"El problema dels tribbles" es va emetre per primera vegada als Estats Units el 29 de desembre de 1967 a NBC. La reacció inicial dels fans era indecisa, però l'episodi va connectar millor amb el mercat de masses. Aquest efecte es va explicar més tard el 2012, quan Jordon Hoffman a StarTrek.com va descriure "El problema dels tribbles" com "molt possiblement, el primer episodi de Star Trek que mai has vist". Va entrar a la cultura popular i va romandre ben conegut pel públic fora de la "Comunitat Star Trek.

### Crítiques retrospectives
The New York Times va descriure l'escena amb Kirk i els tribbles al recipient de gra com un dels "moments més recordats" de la sèrie. La revista Time va classificar "El problema dels tribbles" com el sisè millor moment de Star Trek. IGN el va classificar com el cinquè millor episodi de La sèrie original, mentre que TechRepublic el va classificar com el quart millor. The A.V. Club va incloure "El problema dels tribbles" en una llista dels 10 episodis imprescidibles, i USA Today el situa entre els tres millors. El 1998, "El problema dels tribbles" va ser catalogat com el vuitè millor moment de culte de tots els temps pel diari The Times. En una llista dels 100 millors episodis de la franquícia Star Trek, Charlie Jane Anders va situar "El problema dels tribbles" en sisena posició a io9.
La ressenya de Zack Handlen de juliol de 2009 per a The A.V Club va donar a l'episodi una nota d'A. Cyrano Jones va ser la part menys preferida de l'episodi, i amb l'excepció de aquest personatge, va ser un dels millors guions vists a La sèrie original. Va pensar que, malgrat la manca de sensació de perill real, la trama s'uneix perfectament i va elogiar els efectes de la història en Kirk, dient: "La forma en què es desenvolupa l'episodi significa que Kirk s'ocupa constantment de coses que realment no vol tractar, i es pot gaudir d'una quantitat sorprenent en veure'l queixar-se d'això a Spock."
Michele Erica Green, escrivint per a TrekNation el març de 2006, va dir que pensava que l'episodi hauria estat anticuat, però va trobar que era "tan divertit com mai". Va pensar que les línies de Scotty eren "inoblidables" i que les escenes entre McCoy i Spock no tenien preu. Eugene Myers i Torie Atkinson va revisar l'episodi per Tor.com l'abril de 2010. El van descriure com "fàcilment l'episodi més celebrat de tota la Sèrie original (si no tota la franquícia)". El van descriure com un "episodi perfecte", i tots dos li van donar una puntuació màxima de sis sobre sis.
El 2009, Time va classificar "El problema dels tribbles" com un dels deu millors moments de Star Trek, incloses sèries de televisió i pel·lícules fins a aquell moment. El 2017, Space.com va classificar "El problema dels tribbles" com el segon millor episodi de tota la televisió d' Star Trek, inclosos tots els episodis de la sèrie de televisió Star Trek anteriors a Star Trek: Discovery. Io9 el va classificar com el sisè millor episodi de tots els episodis de Star Trek, incloses les sèries posteriors, fins al 2011.
El 2012, The A.V. Club va classificar aquest episodi com un dels deu capítols "que cal veure" de La sèrie origina.
El 2013, The Hollywood Reporter rva classificar Kirk enterrat en tribbles com un dels 15 moments clau de La sèrie original. Comenten que "la imatge de Kirk embolicada en un munt d'adorables boles de pell ha consolidat "El problema dels tribbles" al lèxic de la cultura pop."
El 2012, The Christian Science Monitor va classificar aquest com el quart millor episodi de Star Trek original.
El 2013, la revista Wired va classificar aquest episodi com un dels deu capítols principals de La sèrie original.
El 2015, Wired va recomanar no saltar-se aquest episodi a la seva guia de maratons de La sèrie Original
El 2015, la Biblioteca Pública de Nova York va descriure aquest episodi com la sisena millor escena de Spock del programa.
El 2015 Geek.com va incloure aquest episodi entre als 35 millors moments de  Star Trek; quan Kirk va ser enterrat en tribbles fou elegit com el 29è moment més gran de tots els Star Trek.
El 2016 va ser el 50è aniversari de la primera emissió de Star Trek, que va provocar una gran quantitat de premsa, inclosa la revisió de TV Guide dels principals episodis de la Sèrie original. Van classificar aquest episodi el 5è millor de la sèrie.
El 2016, Business Insider va classificar "El problema dels tribbles" com el tercer millor episodi de La sèrie original. El mateix any, Newsweek va classificart "El problema dels tribbles" com un dels millors episodis de la sèrie original.
L'any 2016, IGN va classificar aquest episodi com el cinquè millor d'una llista dels deu primers episodis de La sèrie original. El van classificar com el novè millor de totes les sèries Star Trek abans de Star Trek: Discovery.
Empire va classificar "El problema dels tribbles" en vuitè lloc dels 50 millors episodis de tots els Star Trek el 2016. En aquell moment, hi havia aproximadament 726 episodis i una dotzena de pel·lícules estrenades.
El 2016, Vox va classificar aquest com un dels 25 episodis essencials de tot Star Trek.
El 2017, Radio Times va classificar aquest episodi com el quart millor episodi de Star Trek, especialment per a aquells que no coneixien la franquícia. El 2016, Radio Times també va classificar aquest episodi com el 13è millor moment de tots els Star Trek, assenyalant diverses escenes, però especialment aquella on Kirk està enterrat sota un munt de tribbles.
El 2017, Space.com va classificar aquest episodi com el segon millor episodi de tota la franquícia de televisió de Star Trek i va elogiar la hilaritat de l'escena on Kirk rep una dutxa de tribble.
El 2017, Business Insider va classificar "El problema dels tribbles" com el tercer millor episodi de la sèrie original.
El 2017, Vulture el va enumerar com un dels millors episodis del programa original, destacant els elements còmics de l'episodi.
In 2018, Collider va classificar aquest episodi com el cinquè millor episodi de la Sèrie original.
El 2018, PopMatters va classificar aquest com el 12è millor episodi de La sèrie original.
Una guia de marató de sèries de Star Trek del 2018 de Den of Geek, va recomanar aquest episodi com un dels millors de La sèrie original.
El 2019, CBR va classificar aquest episodi com un dels vuit episodis més memorables de l'original Star Trek.
El 2019, Screen Rant va classificar aquest com el novè millor episodi de totes les sèries Star Trek produïdes fins aleshores.

## Premis
L'episodi va ser nominat a la millor presentació dramàtica als Premis Hugo de 1968. Tots els nominats aquell any eren episodis de Star Trek, i el premi va anar a "La ciutat a la frontera del futur". En nombre de vots, "El problema dels tribbles" es va situar en segon lloc.

## Llançament en mitjans domèstics
"El problema dels tribbles" va ser un dels primers episodis a rebre un llançament oficial de Paramount Home Entertainment. El 1980, es va publicar en VHS en una cinta de dos capítols juntament amb "Que aquest sigui el vostre últim camp de batalla". Es va tornar a publicar l'any 1991 com a part del primer llançament de la temporada completa en VHS. Aquest es va tornar a publicar el 1993, i es va llançar en LaserDisc. El 1998, es va llançar un "Talking Tribble Gift Set" que  contenia "El problema dels tribbles" i "Trials and Tribble-ations" en VHS. El primer llançament de DVD va ser l'any 2000, quan tots els episodis de La sèrie original es van publicar en llançaments individuals de dos episodis per disc. El conjunt de la primera temporada en què es va incloure l'episodi formava part del conjunt de DVD de la segona temporada llançat als Estats Units el 2 de novembre de 2004.
El 2009, es va incloure en un millor de la col·lecció amb altres tres episodis de La sèrie original juntament amb  "L'època de l'Amok", "La ciutat a la frontera del futur" i "L'equilibri del terror". El set remasteritzat també es van tornar a llançar en DVD coincidint amb l'estrena de la pel·lícula, Star Trek. El llançament de Blu-ray va incloure les escenes sense canvis com a angles alternatius. El disc quatre de cada conjunt només contenia "El problema dels tribbles" de "la sèrie original", però d'altra manera contenia extres relacionats amb el tribble. Aquests incloïen tant "More Tribbles, More Troubles" com "Trials and Tribble-ations".

## Llegat

### "More Tribbles, More Troubles"
Originalment "El problema dels tribbles" tenia la intenció de tenir un episodi de seguiment durant la tercera temporada, però després que Gene Roddenberry es retirés de la producció del programa després d'un canvi de franja horària i més retallades en el pressupost, la idea es va descartar. El 1973, Gerrold s'havia fet amic de D. C. Fontana del seu temps passat junts al circuit de convencions Star Trek. Havia sentit parlar de Star Trek: La sèrie animada, i es va oferir a fer un episodi. Fontana va respondre que volia l'episodi de tribble que no es va fer a la tercera temporada. Aquest episodi es titulava "More Tribbles, More Troubles". L'episodi presenta el depredador natural dels tribbles i els tribbles modificats genèticament que ja no es reprodueixen sinó que creixen molt més. Igual que amb el seu altre episodi de la Sèrie animada "Bem", més tard va explicar que gairebé no es va tallar res dels llançaments originals per a la tercera temporada de La sèrie original, ja que l'animació es reprodueix més ràpid i així tot encara encaixa a l'episodi malgrat el temps d'execució reduït. Els dos episodis de la Sèrie animada de Gerrold van ser novel·lats per Alan Dean Foster, i més tard Gerrold va dir que pensava que havia fet "una bona feina".

### "Trials and Tribble-ations"

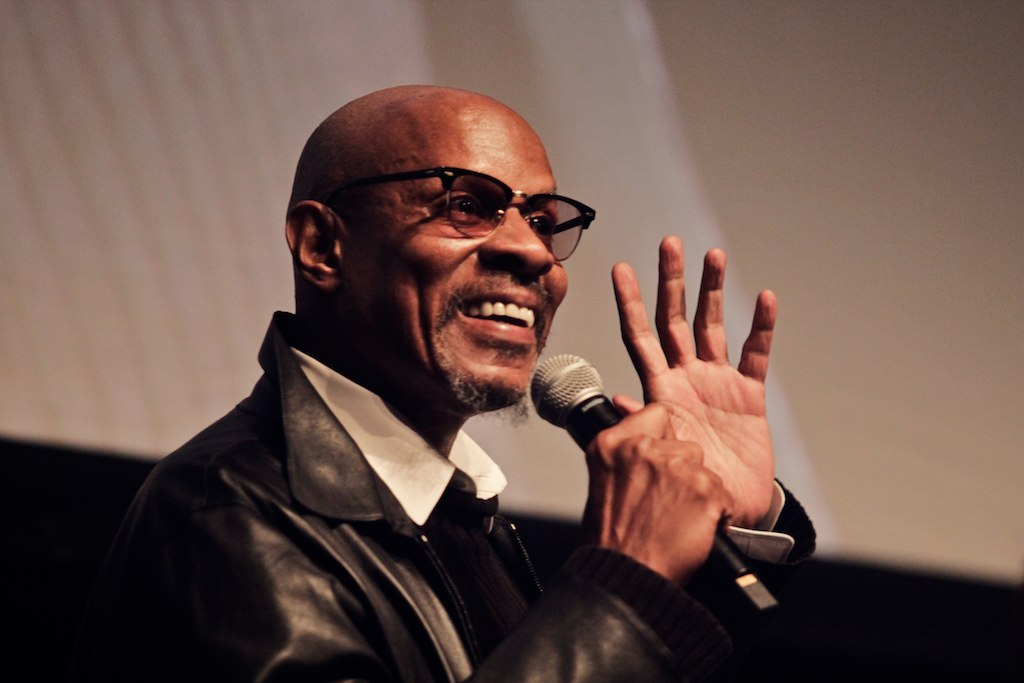
Actors com Avery Brooks es van inserir digitalment a les escenes de "El problema dels tribbles" per a l'episodi DS9

Per celebrar el 30è aniversari de Star Trek l'any 1996, els productors de Star Trek: Voyager i Star Trek: Deep Space Nine van decidir incorporar elements de La sèrie original en episodis. L'homenatge de Deep Space Nine, titulat "Trials and Tribble-ations", envia els seus personatges enrere en el temps als esdeveniments de "El problema dels tribbles", inserint digitalment actors de Deep Space Nine en imatges de dinou escenes de "El problema dels tTribbles" i altres episodis. Charlie Brill també va tornar al paper d'Arne Darvin per filmar noves escenes ambientades en el període DS9. L'episodi va ser nominat per a tres Premis Emmy i, com l'episodi original, Premi Hugo a la Millor Presentació Dramàtica.
A mesura que s'acostava el 30è aniversari, Gerrold havia sentit rumors d'una seqüela de tribble en procés, però només havia escoltat les negacions del productor executiu Rick Berman. Després d'una sol·licitud d'entrevista de The New York Times, va trucar a Berman una vegada més per preguntar-li què estava passant, ja que no volia dir que no sabia de l'episodi seqüela i avergonyir algú si realment passava. Gerrold va suggerir que podria ser un reconeixement al creador dels tribbles i li va preguntar si podia ser un extra. Apareix a l'episodi com a oficial d' Enterprise. Mentre Gerrold estava al plató, també va assessorar al director Jonathan West sobre la integració de noves escenes a "El problema dels tribbles". Gerrold va dir més tard que "Trials and Tribble-ations" "va resultar bonic. Crec que va ser el millor episodi de Deep Space Nine i possiblement el millor episodi de Star Trek després de la sèrie original."

### Més aparicions i paròdies
Tribbles s'han vist més en altres episodis i pel·lícules de Star Trek, com ara Star Trek 3: A la recerca de Spock i a les pel·lícules de J. J. Abrams Star Trek (2009) i Star Trek Into Darkness (2013). Durant una visita al set de Star Trek, Abrams va dir a Gerrold que el tribble havia estat deliberadament "encallat" a l'escena. Apareix a l'escena on Kirk (Chris Pine) i Spock Primer (Leonard Nimoy) es troben amb Scott (Simon Pegg) a la lluna de Vulcà. "El problema dels tribbles" també es va tornar a imaginar en aquesta línia de temps a la sèrie de còmics de IDW Publishing i titulada "The Truth About Tribbles".
El 2003 els tribbles van aparèixer a l’episodi de Star Trek: Enterprise "The Breach". En aquest episodi, el doctor Phlox (John Billingsley) els fa servir com a aliment per a les seves mascotes medicinals a l'infermeria.
Gerrold ha estat en converses amb la sèrie creada per fans Star Trek: New Voyages per recuperar els tribbles per a un altre episodi de l'era de la Sèrie original. Tant la seva Sèrie original presenten The Protracted Man com el seu guió de Star Trek: La nova generació Blood and Fire s'han convertit en episodis de New Voyages.
Els tribbles han estat parodiats en una varietat d'altres programes de televisió i tipus de mitjans. Un episodi de Partridge Family 2200 A.D., "The Roobits" presenta criatures alienígenes difuses que es multipliquen ràpidament. Això també es va fer a l'episodi "Fuzzle Trouble" de la temporada 1 dels Barrufets. Futurama va incoure una paròdia a la segona temporada titulada "The Problem with Popplers", que incloïa diverses bromes de Star Trek. Aquests inclouen una referència a "Roddenberries" i inclou Zapp Brannigan, que el personal de Futurama ha dit que vol ser una paròdia del capità Kirk. El 2000, un gen de Drosophila (mosca de la fruita) que bloqueja la divisió cel·lular es va anomenar tribbles (Q9V3Z1) després de les cèl·lules petites, llanoses i semblants als tribbles amb mutacions en aquest gen. Una revisió que descriu el descobriment va rebre el nom d'aquest episodi. Els humans porten tres homòlegs de tribbles, TRIB1, TRIB2 i TRIB3. Els parasprites de l'episodi "Swarm of the Century" de My Little Pony: Friendship Is Magic també es van inspirar parcialment en els tribbles.
Al videojoc de 2003 Star Wars: Knights of the Old Republic, la nau del jugador s'infesta d'una espècie de granota anomenada Gizka, fet que impulsa el jugador a rebre la missió "The Trouble with Gizka" per eliminar les plagues.
Al voltant de principis de 2013, va començar a circular una paròdia de meme d'Internet, amb un fotograma de "El problema dels tribbles", amb el rostre de Paul McCartney superposat al cos del capità que està envoltat de tribbles, acompanyat de la broma "Yesterday: All my tribbles seemed so far away", parodiant la primera línia de la cançó de The Beatles composta per McCartney "Yesterday". El 2013, el cantant Bob Robertson va ampliar el meme en una paròdia completa de la lletra de la cançó, afirmant que va veure per primera vegada el meme original en una publicació de George Takei.

### Marxandatge i adaptacions
Gerrold va publicar un llibre que descrivia les seves experiències en la creació de "El problema dels tribbles". Titulat The Trouble with Tribbles: The Birth, Sale and Final Production of One Episode, es va publicar l'any 1973. El llibre va ser ben rebut per l'antic repartiment i equip de Star Trek i va ser utilitzat com a un llibre de text per a l'ensenyament de l'escriptura de guions. L'episodi en si va ser adaptat per a un llibre infantil, Too Many Tribbles!, a la línia Little Golden Books amb el seu contingut una mica suavitzat per al que pretenia  lectura demogràfica.
Al llarg dels anys s'han fet una varietat de rèpliques de tribble, el producte amb llicència més recent procedent de QMx, fou llançat l'any 2013. Una placa per commemorar l'episodi va ser la primera que es va llançar com a part d'un "Star Trek: The Commemorative Collection" de vuit plaques el 1986. Presentava una imatge de Kirk amb els tribbles al compartiment del gra creat per l'artista Susie Morton. La primera expansió Original Series per al Star Trek Customizable Card Game es va llançar l'any 2000. Es titulava "The Trouble with Tribbles" i es basava en aquest episodi i l'episodi associat de Deep Space Nine. També va introduir el joc Tribbles que només utilitzava cartes relacionades amb tribbles.
El 2010, Justin Ishmael va crear dos pòsters de pel·lícules per a "El problema dels tribbles" amb Uhura i Spock lentament coberts de tribbles per a la botiga d'art adjunta al Alamo Drafthouse Cinema a Austin, Texas. Va ser un seguiment dels pòsters anteriors creats per a l'episodi "Llavor espacial". Juan Ortiz va crear més tard un cartell d'estil retro dels anys 60 per a cadascun dels vuitanta episodis de Star Trek. El cartell "El problema dels tribbles" feia semblar que les góndoles de curvatura de l' Enterprise estaven brotant tribbles que després es van reproduir ràpidament a mesura que la nau avançava, creant-ne un núvol darrere de la nau.